# Congrés Mundial Jueu
El Congrés Mundial Jueu (en anglès: World Jewish Congress) (WJC) és una de les majors organitzacions jueves del món. La seva seu central es troba a Nova York, EUA (la ciutat amb major quantitat de jueus fora d'Israel), però el seu centre d'investigació se situa a Jerusalem, Israel. Compte amb oficines a Buenos Aires, Argentina (el tercer país amb major quantitat de jueus després d'Israel i EUA), Ginebra, Suïssa, París, França i Miami, Florida.
Té representants de comunitats jueves de més de vuitanta països i cinc branques regionals: el Congrés Jueu Americà, el Congrés Jueu d'Amèrica Llatina, el Congrés Jueu Europeu, el Congrés Jueu Euroasiàtic i el Congrés Jueu d'Israel. Entre les seves branques es troba l'Organització Mundial de Restitució Jueva que busca recuperar els béns materials robats a jueus per part dels nazis i altres règims antisemites, i és membre de diverses organitzacions ecuméniques.
Ha protagonitzat diversos escàndols de corrupció, disputes internes, malversació de fons i racisme anti-àrab. Es va suscitar una polèmica quan Stephen E. Herbits, secretari general del Congrés Mundial Jueu va escriure comentaris racistes contra els àrabs en un memo, que va ser condemnat per Shai Hermesh, president del Congrés Jueu d'Israel i membre del partit Kadima aduint que aquests comentaris posaven en perill els esforços de pau entre jueus i àrabs.

## Presidents del Congrés Mundial Jueu
- Stephen S. Wise: (1936 - 1949)
- Nahum Goldmann: (1949 - 1977)
- Philip M. Klutznick: (1977 - 1979)
- Edgar M. Bronfman: (1979 - juny 2007))
- Ronald S. Lauder: (10 de juny de 2007 fins ara)